# Mike Lécuyer
Pour les articles homonymes, voir Lécuyer.
Mike Lécuyer, né le 13 février 1949, à Antony, est un chanteur de blues en français.

## Biographie
Mike Lécuyer est né le 13 février 1949, à Antony. Ses parents (et avant ses grands-parents) habitent le 14e arrondissement entre Denfert-Rochereau et Montparnasse. Sa mère, Geneviève, est teinturière et son père, André, topographe. Il fréquente l'école communale de garçons rue Boulard (Paris 14e) puis le Lycée Lavoisier (Paris 6e).
Après avoir été disc-jockey dans un club près de l'Opéra et employé de banque à Montrouge, il est au début des années 1970, le cofondateur et rédacteur en chef du mensuel POP 2000 et le directeur de la rédaction de l'hebdomadaire MAXIPOP. Il collabore ensuite à Extra, Gold magazine, Watts Magazine. Il est également le rédacteur en chef de Rock 'n' roll musique jusqu'en 1977, date à laquelle il chante ses blues en français chez Crypto, distribution RCA (un 45 t et un 33 t) et chez BAP Productions, distribution Philips (un 33 t), disques produits par Christian Décamps (le chanteur du groupe Ange) avec Bernard Zuang, Lionel Raynal et Mauro Serri aux guitares, .
Après trente ans dans le groupe Hachette comme maquettiste puis chef de projet multimédia, il revient à la musique. Après la compilation de ses vinyles parus en CD en 2008 sur le label Bluesiac, un nouveau disque De Montparnasse à Montréal est publié début 2011 (enregistré pour moitié au Québec et pour moitié en France). En octobre 2013 L'heure bleue est le fruit de sa nouvelle vie en Aquitaine. Début 2017 paraît le cd 5.
Il a créé ou participé à de nombreux projets essentiellement destinés à la promotion des artistes de blues français (La Chaîne du blues, le Tremplin Blues sur Seine, le label Bluesiac, l'association France Blues, les webradios W3 bluesRadio, RCDB (La Radio de La Chaîne Du Blues), Blues Actu Radio, etc.). À ce titre, il reçoit en février 2012 « The 2012 Keeping the Blues Alive Award » (KBA) catégorie Internationale par la Blues Foundation de Memphis,.
En 2004 il chante Gare du Nord à 7 plombes du mat' blues devant 20 000 personnes au FestiBlues international de Montréal dans le show Si on me chantait le blues en français.
En 2024, Mike Lécuyer fait son entrée dans l'Encyclopédie du Rock en France de Christophe Goffette.

## Discographie
Singles
- 1977 : Mike et Sa Clique : Des vacances / Frankenstein Boogie (45 tours vinyle. Crypto - RCA. Référence ZAB 111)
- 1979 : Montparnasse / Samedi (45 tours vinyle promo jukebox. BAP productions - Philips. Référence 6837 573)

Albums
- 1978 : À 7 plombes du mat' blues (33 tours vinyle. Crypto - RCA. Référence ZAL 6444)
- 1979 : Partie Libre (33 tours vinyle. BAP - Philips. Référence 9101 225)
- 2011 : Mike Lécuyer (et les Bouilleurs de Blues) : De Montparnasse à Montréal (CD Bluesiac - Brennus Music. Référence 8704)
- 2013 : L'Heure bleue (CD Bluesiac - Brennus Music. Référence 8710)
- 2017 : 5 (CD Bluesiac - Brennus Music. Référence 8718)

Compilation
- 2008 : 19 777 879 (CD Bluesiac - Brennus Music. Référence 8701). Compilation des disques vinyles.

Participations
- 1998 : Collectif Découvertes (CD Infodisc. Référence 3345) avec 2 démos Mister JJ Cale et Augmentation Blues.
- 2005 : Amis du blues de Stringers in the night avec deux textes de chansons.
- 2008 : Collectif Blues sur Seine fête ses 10 ans (double CD. Référence BSS 17) avec une nouvelle composition Blues, Blues sur Seine.
- 2011 : Collectif Cahors Blues Festival 2011 (avec Le Blues de Bo Diddley extrait du CD De Montparnasse à Montréal).